# Anki Larsson
Ingrid Ann-Christin (Anki) Larsson, född 18 augusti 1954 i Stockholm, död  28 augusti 2021 i Solna distrikt, var en svensk skådespelare.

## Biografi
Efter avbrutna gymnasiestudier studerade Larsson vid Skara skolscen 1973–1974. Sedan fortsatte hon vid Statens scenskola i Stockholm 1975–1978. Därefter var hon engagerad vid Riksteatern, Västernorrlands regionteater, Fria Proteatern, Fria Teatern och Dockteatern Tittut.
Larsson studerade senare grund- och fördjupningskursen på Folkuniversitetet i att skriva dramatik.
Larsson blev känd bland annat genom TV-serien Saltön, där hon gjorde rollen som Emily.
Anki Larsson avled efter en kort tids sjukdom och är begravd på Råcksta begravningsplats.

## Filmografi
- 1995 – En nämndemans död (TV-serie)
- 1997 – Pippi Långstrump
- 1999–2000 – Eva & Adam (TV-serie)
- 2001 – Eva & Adam – fyra födelsedagar och ett fiasko
- 2002 – K-G i nöd och lust
- 2002 – Stora teatern (TV-serie)
- 2003 – Skeppsholmen (TV-serie)
- 2004 – Pelikanmannen
- 2004 – Orka! Orka! (TV-serie)
- 2005–2017 – Saltön (TV-serie)
- 2005 – Sex, hopp & kärlek
- 2005 – God morgon alla barn (TV-serie)
- 2005 – Fragile
- 2005 – Lasermannen (TV-serie)
- 2005 – Kvalster (TV-serie)
- 2006 – Lite som du (TV-serie)
- 2007 – Beck – Den svaga länken
- 2007 – Bron till Terabitia
- 2008 – Mellan 11 och 12
- 2008 – Istället för Abrakadabra
- 2009 – Slitage
- 2010 – Den ryska dörren
- 2010 – Kommissarie Winter (TV-serie)
- 2010 – Våra vänners liv (TV-serie)
- 2011 – Kommissarien och havet (TV-serie)
- 2012 – Liv, lust och längtan
- 2012 – Flimmer
- 2012 – Solsidan (TV-serie)
- 2012–2014 – Äkta människor (TV-serie)
- 2013 – Barna Hedenhös uppfinner julen (TV-serie)
- 2013 – Syndromeda
- 2013 – Renoveringen
- 2013 – Ego
- 2014 – Stockholm Stories
- 2014 – Krakel Spektakel
- 2015 – Welcome to Sweden (TV-serie)
- 2015 – Gåsmamman (TV-serie)
- 2016 – Syrror (TV-serie)
- 2017 – Finaste familjen (TV-serie)
- 2017 – Småstaden (TV-serie)
- 2017 – Jakten på tidskristallen (TV-serie)
- 2018–2021 – Sommaren med släkten (TV-serie)
- 2018 – Svansen i kläm (TV-serie)
- 2019 – Revansch (TV-serie)
- 2019 – Midsommar
- 2020 – We Got This (TV-serie)

## Teater

### Roller (ej komplett)
| År   | Roll                                    | Produktion                                                       | Regi            | Teater          |
| ---- | --------------------------------------- | ---------------------------------------------------------------- | --------------- | --------------- |
| 1980 | Katten                                  | Draken Jevgenij Sjvarts                                          | Stefan Böhm     | Fria Proteatern |
| 1981 |                                         | Balladen om Eulenspiegel Günther Weisenborn                      | Jindra Puhony   | Fria Proteatern |
| 1982 |                                         | Den blomstertid nu kommer Gunnar Ohrlander                       | Stefan Böhm     | Fria Proteatern |
| 1983 |                                         | Sköna Helena Jacques Offenbach, Henri Meilhac och Ludovic Halévy | Olof Willgren   | Fria Proteatern |
| 2007 | Miss Viola Mor Anna-Stina Bergsrådinnan | En Herrgårdssägen Selma Lagerlöf                                 | Leif Stinnerbom | Västanå Teater  |
| 2008 | Selma Lagerlöf                          | Bannlyst Selma Lagerlöf                                          | Leif Stinnerbom | Västanå Teater  |